# Lymnaeinae
Lymnaeinae is een onderfamilie van weekdieren uit de klasse van de Gastropoda (slakken).

## Geslachten
- Acella Haldeman, 1841
- Aenigmomphiscola Kruglov & Starobogatov, 1981
- Bulimnea Haldeman, 1841
- Corvusiana Servain, 1881
- Erinna H. Adams & A. Adams, 1855
- Galba Schrank, 1803
- Hinkleyia F. C. Baker, 1928
- Ladislavella B. Dybowski, 1913
- Lymnaea Lamarck, 1799
- Omphiscola Rafinesque, 1819
- Pseudisidora Thiele, 1931
- Pseudosuccinea F. C. Baker, 1908
- Sphaerogalba Kruglov & Starobogatov, 1985
- Stagnicola Jeffreys, 1830
- Walhiana Servain, 1881
- Walterigalba Kruglov & Starobogatov, 1985